# Quintanilla de la Mata
Quintanilla de la Mata – gmina w Hiszpanii, w prowincji Burgos, w Kastylii i León, o powierzchni 13,8 km². W 2011 roku gmina liczyła 147 mieszkańców.